# Unguentarium

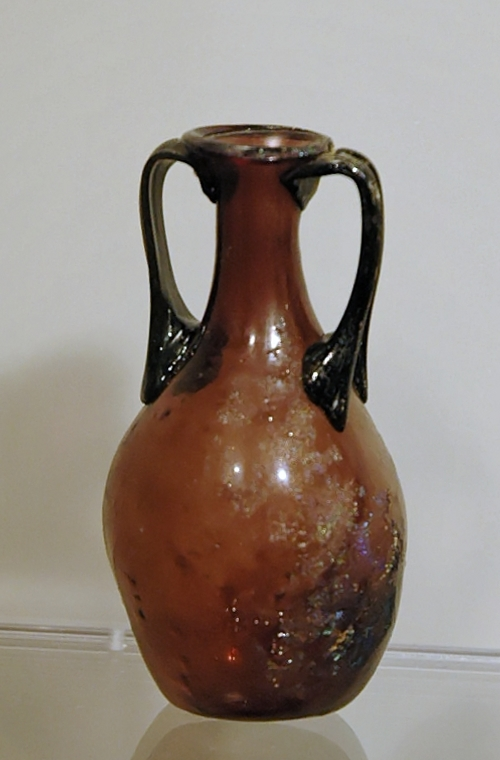
Amphorenförmiges Balsamarium (1./2. Jh.)

Als Unguentarium, Balsamarium, Lacrimarium oder Tränengefäß wird in der Archäologie ein kleines fläschchen- oder amphorenförmiges Salbgefäß aus Glas oder Keramik bezeichnet, das im Aussehen in etwa einem modernen Flakon entspricht. Größere Gefäße werden ampulla unguenti genannt.
In derartigen Gefäßen wurden meist medizinische oder kosmetische Salben oder ähnliche Substanzen aufbewahrt. In der Antike wurden Balsamarien gerne als Grabbeigaben verwendet. Verwandte Formen des Unguentarium sind der griechische Aryballos sowie das aus Ägypten stammende und in Griechenland übernommene Alabastron.

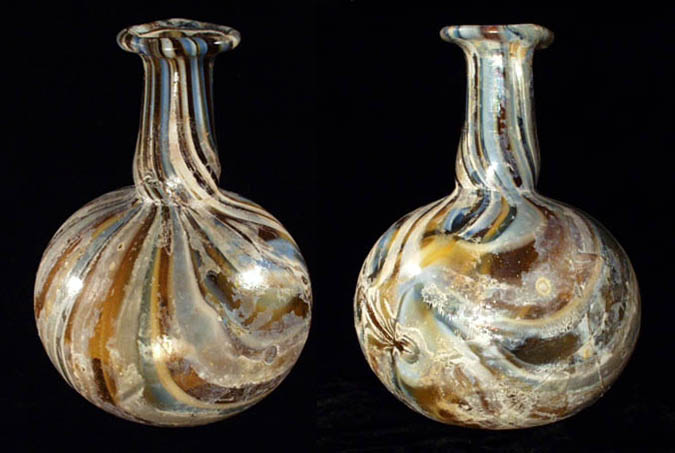
Römisches vielfarbiges und dickbauchiges Glasunguentarium

Die Bezeichnung stammt vom lateinischen Wort unguentum für Salben, beziehungsweise von balsamum für Balsame. In der älteren Literatur wurde häufig auch der volkstümliche Begriff Salbenbüchse, Tränenglas oder Tränenfläschchen (lateinisch Lacrimarium; von lacrima „Träne“) verwendet. Dieser forschungsgeschichtlich überlieferte Ausdruck fand noch bis in das 19. Jahrhundert Verwendung und geht auf die irrige Annahme zurück, dass die um ihre Toten trauernden Menschen der Antike darin ihre für den Verstorbenen vergossenen Tränen gesammelt und anschließend dem Toten mit ins Grab gegeben haben. Eine Deutung, woher diese Annahme stammt, könnte im tiefverwurzelten christlichen Glauben der Menschen des 17. bis 19. Jahrhunderts gelegen haben. So benennen einige Bibelstellen konkret einen Tränenschlauch oder ein Tränenglas. Eine konkrete antike Quelle ist für Tränengefäße nicht zu finden.
Nach dieser volkstümlichen Bezeichnung werden als Tränenflaschen auch wenige Zentimeter hohe Terrakottaflaschen benannt, die in großer Zahl am Mars-Lenus-Heiligtum auf dem Martberg gefunden werden. Diese Gefäße wurden zu rein rituellen Zwecken hergestellt und hatten keine praktische Funktion. Sie können hohl oder massiv sein und wurden auf dem Martberg geopfert. Zu diesem Zweck wurden die Tränenflaschen von den Dedikanten zerschlagen.
Nicht zuletzt durch die Darstellung des Nero von Peter Ustinov in dem Monumentalfilm Quo vadis? („Tigellinus, mein Tränenglas!“) wird heutzutage vor allem in den Medien auch gerne der Begriff Tränenglas verwendet. Meist im Zusammenhang mit bildhaften (und ironischen) Berichten über tränenreiche oder rührselige Begebenheiten, wird dann beispielsweise konstatiert, dass es sich angeboten hätte, ein Tränenglas zum Sammeln der Tränen zu reichen.